# Christoffer Tapper Holter
Christoffer Tapper Holter, född 19 december 1988, är en svensk fotbollsspelare som spelar för IF Sylvia.

## Biografi
Christoffer Tapper Holter började sin karriär i Åby IF där han spelade i division fyra, men flyttade inför säsongen 2008 till Skåne och Höllvikens GIF där hans far, den gamle  IFK Norrköping-spelaren Göran Holter var assisterande tränare. 
Efter 21 matcher i Division 2 Södra Götaland blev Tapper Holter inför säsongen 2009 värvad till Landskrona BoIS som då tränades av Anders Linderoth. Tapper Holter gjorde 31 matcher på två säsonger, men blev svårt knäskadad säsongen 2011 då BoIS tränades av Henrik Larsson. Inför 2012 lämnade han BoIS för Kristianstads FF i Division 1 Södra, där han gjorde så starkt avtryck att klubben värvade tillbaka honom inför säsongen 2013. 
I juli 2014 lämnade han Landskrona BoIS och återvände till sin moderklubb Åby IF, där han blev spelande assisterande tränare.
Inför säsongen 2017 skrev Tapper Holter på för IF Sylvia.